# Pyrausta galapagensis
Pyrausta galapagensis is een vlinder van de familie van de grasmotten (Crambidae). De wetenschappelijke naam van deze soort is voor het eerst voorgesteld door Bernard Landry in een publicatie uit 2015.
De soort komt voor op de Galápagoseilanden (Floreana, Isabela, San Salvador).